# 私人國家

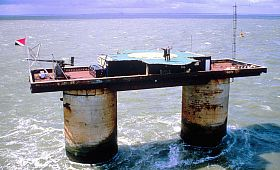
图中为最具知名度的微国家——西兰公国。该位于联合王国海岸线外的怒涛塔上。

私人国家（英語：Micronation），又译微国家，是指自称为独立的主权国家却未获得世界各国政府或各主要国际组织所承认的实体。
私人国家与微型国家不同。微型国家指的是国土面积極小但仍獲國際普遍承认的主权国家，例如：安道尔、摩纳哥、圣马力诺、梵蒂冈等。同时亦与虚构国家或其他类型的社会群体（例如：生态村、校园、部落、氏族、派系、社区等）存在区別；私人国家诉求的是包含一些实际地理范围的正式的、持续长久的、即便未被正式官方承认的主权主张。私人国家与那些真正的分離主义运动也不一样；私人国家的活动影响力几乎可以被忽视，并且他们所主张主权的领土面积对于实际所有国家来说也是可以忽视的。
部分私人国家已经发行了属于他们国家的硬币、旗帜、邮票、护照、奖章及其他物品。实际上，这些物品所蕴含的官方意义很难在他们自己的社区以外被接受；但是可以作为針對小眾愛好者的收藏品出售以筹措资金。
此术语于1970年代方首次問世，但已知最早的私人国家可以追溯到20世纪初。而随着当代互联网的兴起和发展，新型私人国家的出现和运作亦獲得了全新的手段。当下，一种成员遍布世界各地而以电子通讯手段为主要互动方式的私人国家开始兴起。这种私人国家又被称为“游牧国家（Nomadic Country）”或“网络国家”。不过这种网络私人国家与其他网络社交族群或大型多人在线角色扮演游戏之间很难进行区分。

## 词源
根据字面含义，“微国家”的含义就是“微小国家”的意思。这是一个起源自1970年代的新兴名词，描述了自那时起诞生的数千个未被外交承认的类国家实体。
此后，该名词被指代早期那些未获承认的国家，其中最早的案例可以追溯到19世纪。在微国家支持者（亦称“微国家主义者”）中，“微国家”常指那些未被任何国家承认的国族国家实体。

## 定义

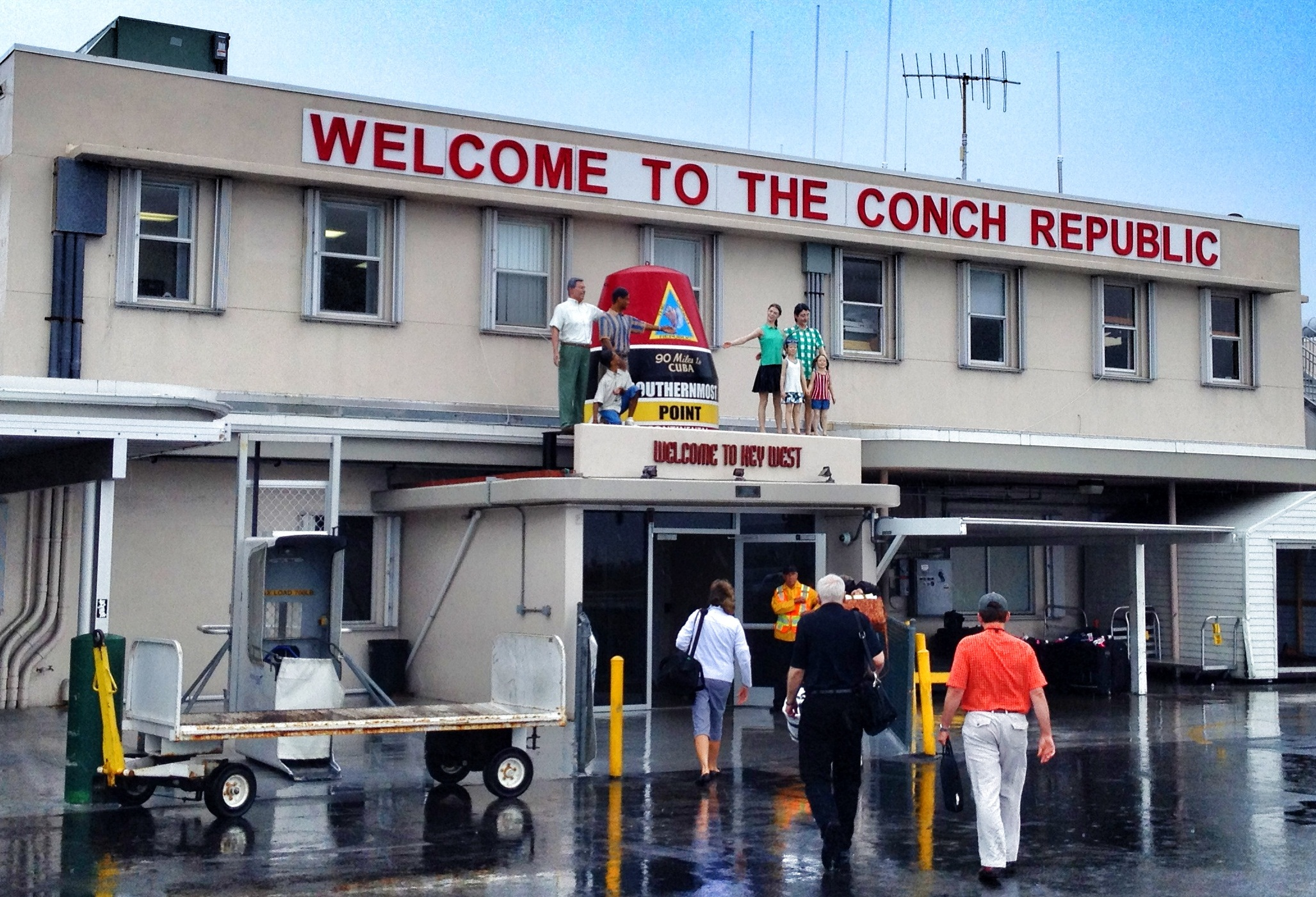
“欢迎光临海螺共和国”
——矗立于基韦斯特国际机场的标语

微国家通常具有许多共同特征，尽管这些特征看上去可能天差地别。它们可能具有类似既有主权国家的结构，包括领土主张、政府机构、官方标志和公民等，尽管规模可能要小许多。微国家所主张的国土面积和公民数量通常都很小，但这也不是绝对的，不同的微国家有不同的公民认证方法。微国家还会发行正式文书，如：硬币、邮票、纸币和护照等；同时它们还会授予贵族荣誉及头衔。
《蒙特维多公约》试图建立区分国家与非国家的法律定义。一些微国家符合该公约提及的国家定义，而有一些微国家则不符合；另外还有一些微国家则拒绝承认该公约。像西兰公国和赫特河公国这样的微国家拒绝认为自己属于“微国家”，并认为自己是真正的主权国家；而像佛兰德大公国和莫洛西亚共和国这样的微国家则无意纠结本国是否为真实主权国家。

## 私人国家列表

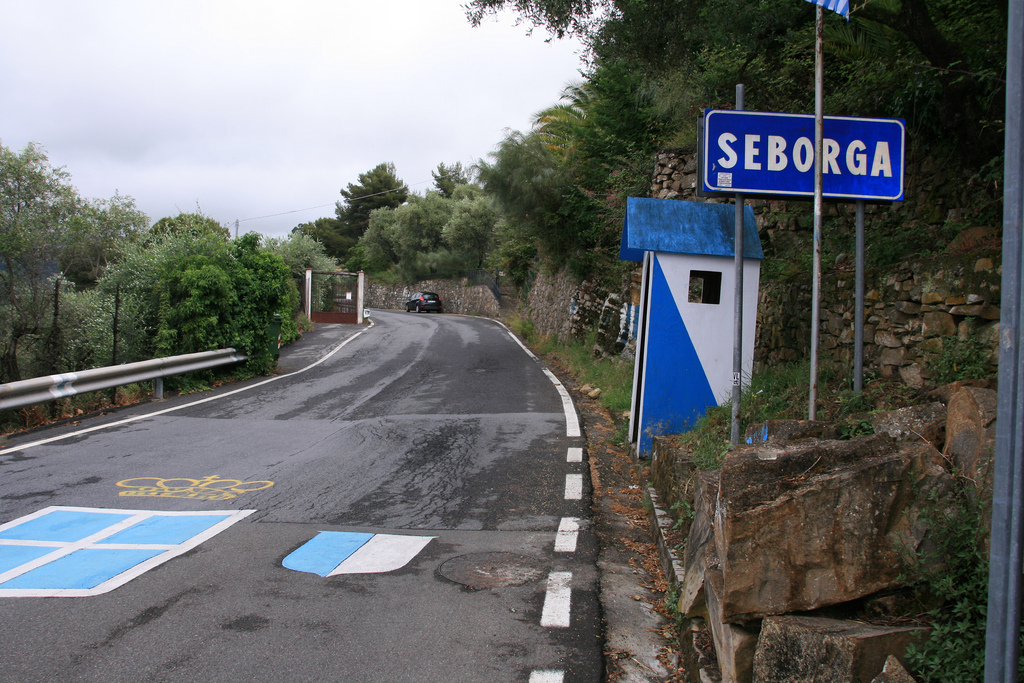
塞波加公国与意大利之间的假定国界

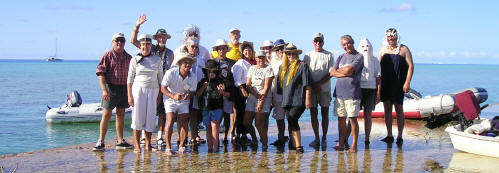
登陆密涅瓦共和国

每年都有许多不同类型的微国家被建立，而私人国家列表中收录的是那些值得关注的微国家。

## 硬币

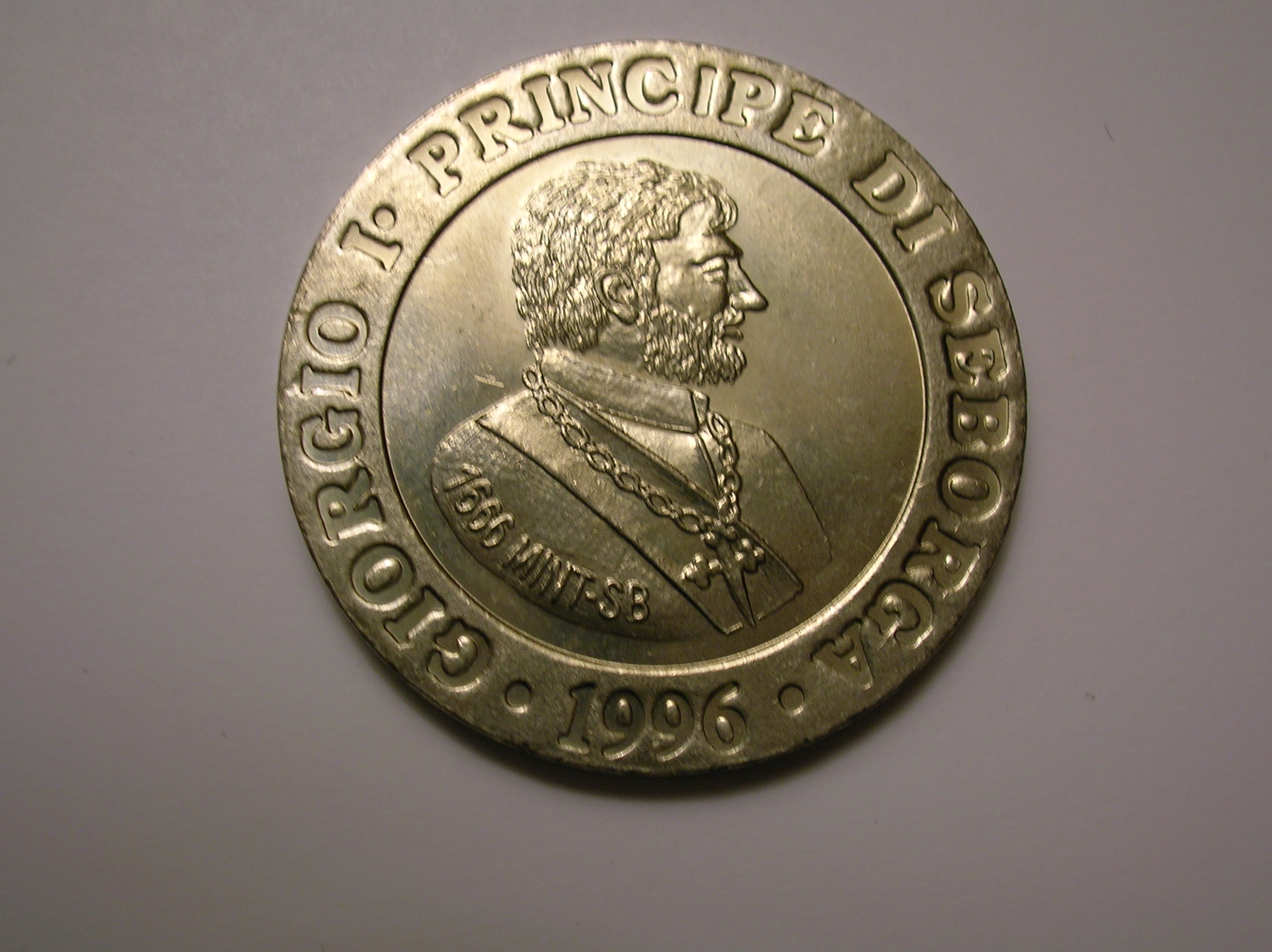
塞波加公国硬币
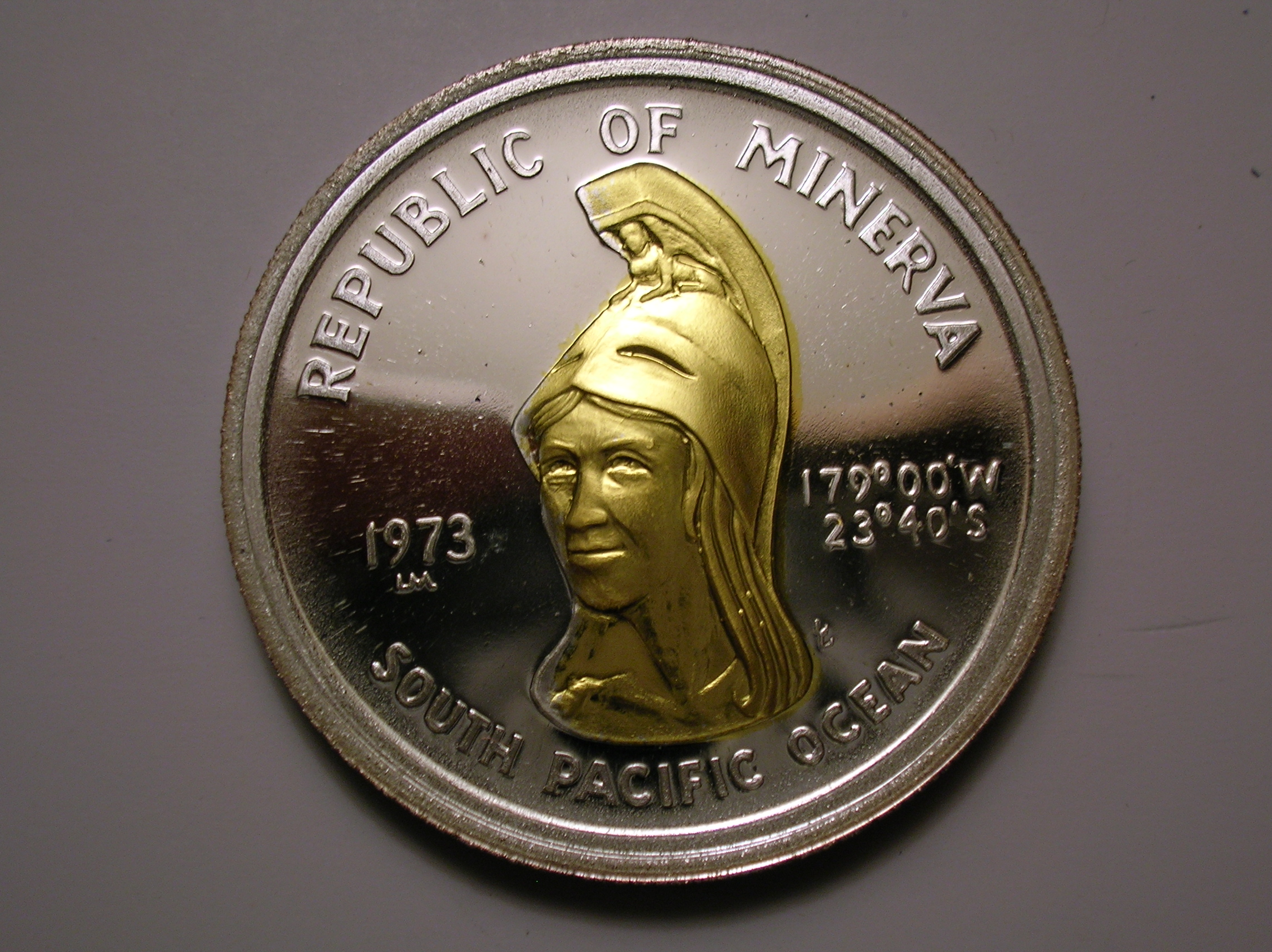
密涅瓦共和国（英语：Minerva Reefs）35元硬币
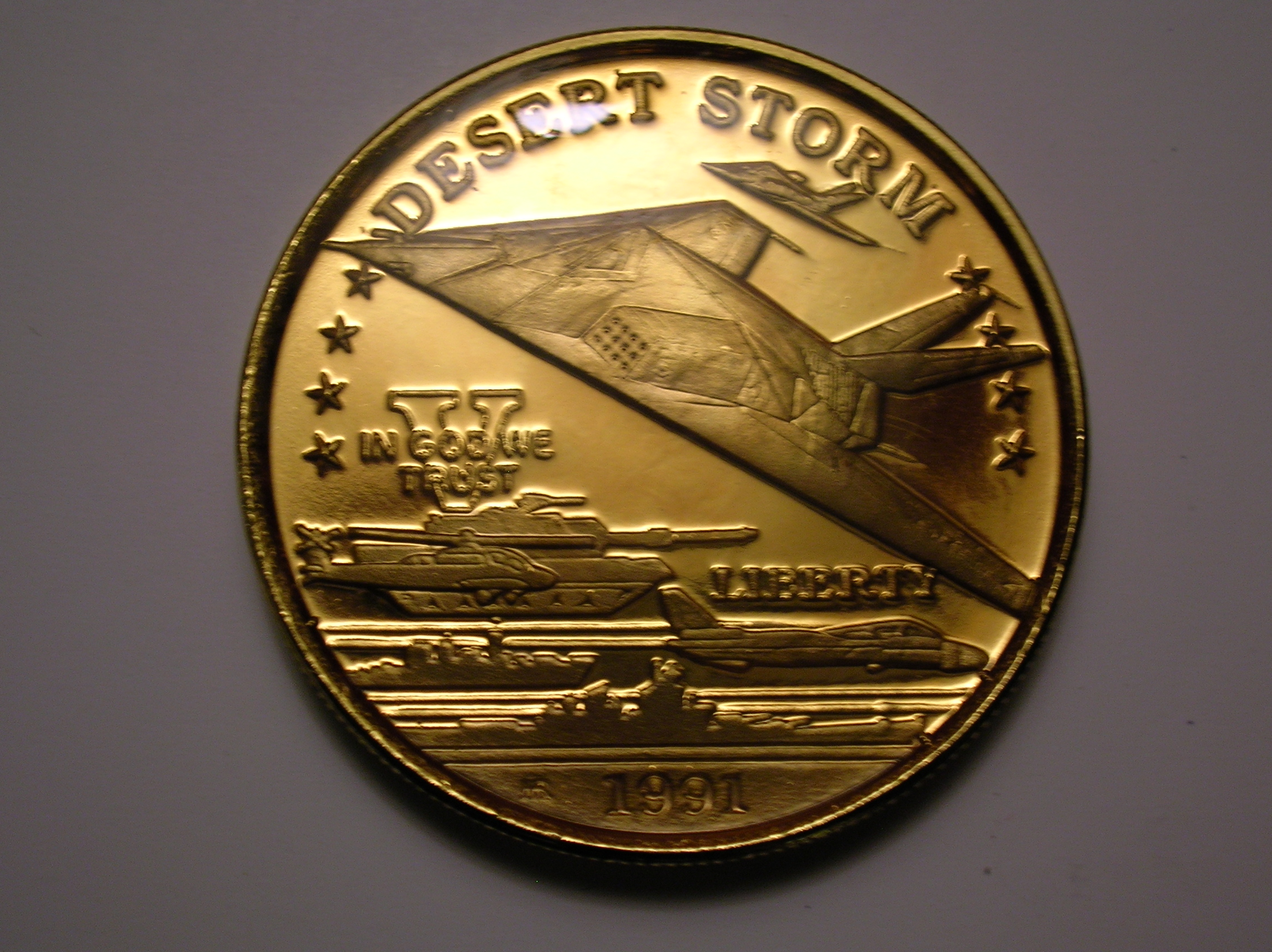
赫特河公国20元硬币
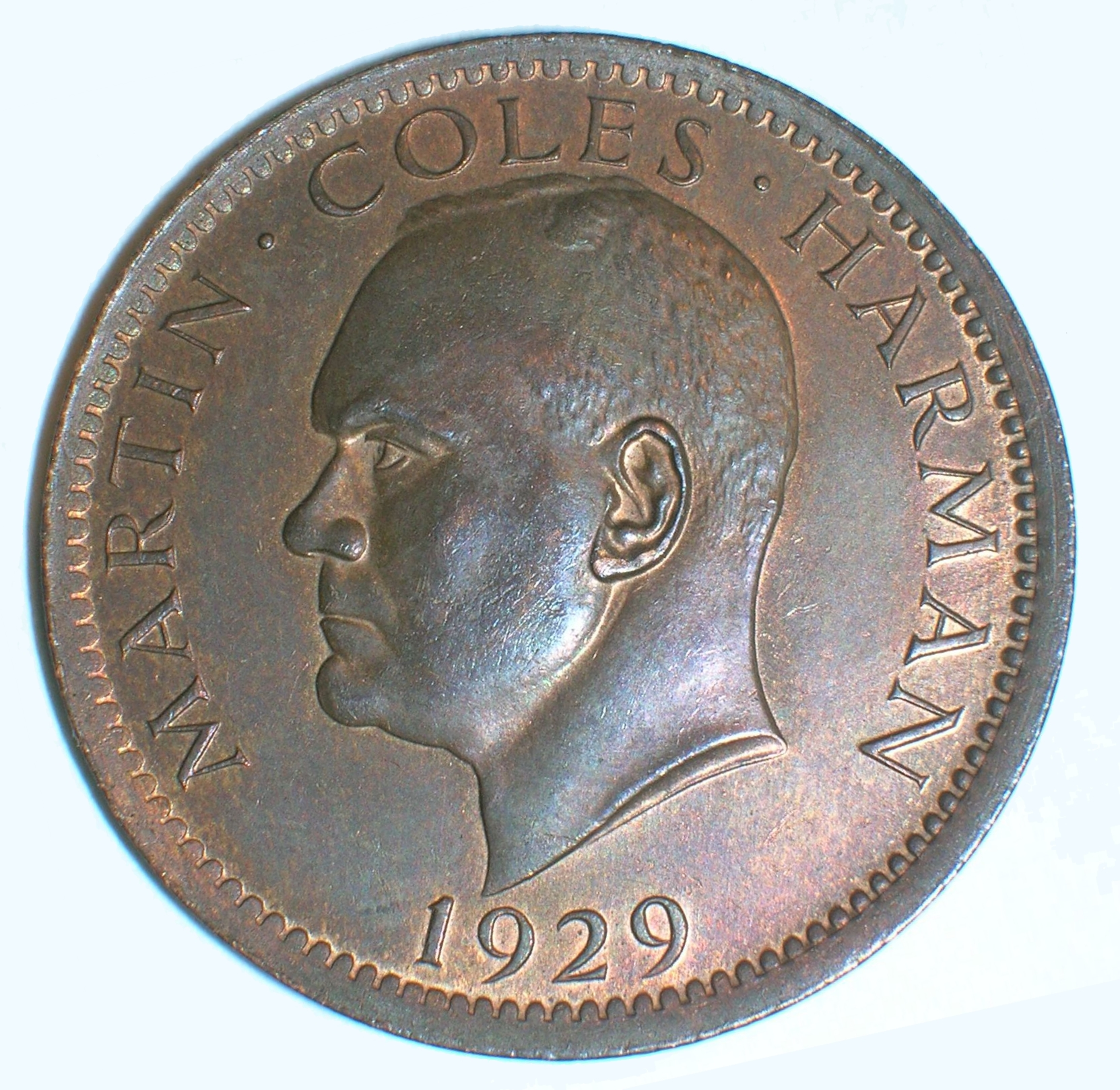
兰迪王国硬币
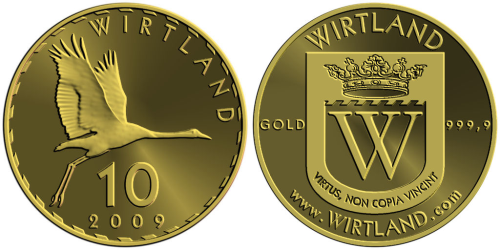
沃特兰国（英语：Wirtland (micronation)）金鹤硬币
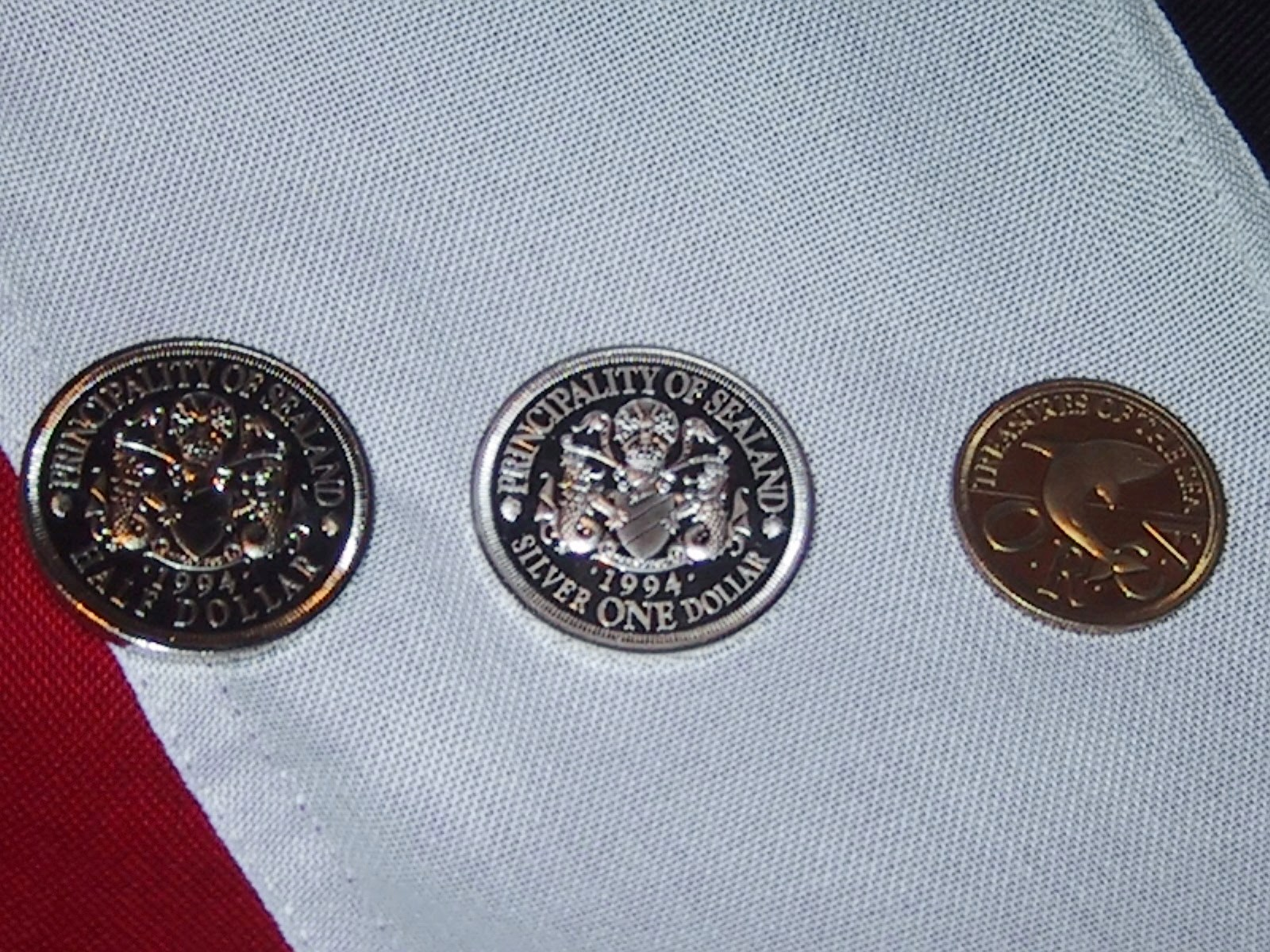
西蘭元硬币